# Bernhard Neugebauer
Bernhard Neugebauer (* 29. Januar 1932 in Glatz, Provinz Niederschlesien; † 14. Oktober 2015 in Hamburg) war ein deutscher Diplomat und Politiker (SED). Er war Botschafter und stellvertretender Leiter der Ständigen Vertretung der DDR bei der UNO in New York sowie stellvertretender Außenminister der DDR.

## Leben
Neugebauer studierte von 1951 bis 1953 Rechtswissenschaften an der Deutschen Akademie für Staats- und Rechtswissenschaften in Potsdam-Babelsberg mit Abschluss als Diplom-Jurist.
Ab 1953 war er Angehöriger des Diplomatischen Dienstes im Ministerium für Auswärtige Angelegenheiten der DDR (MfAA). Er war persönlicher Referent des stellvertretenden Außenministers und von 1958 bis 1961 Erster Sekretär an der Botschaft der DDR in Prag. Von 1963 bis 1966 arbeitete er bei der Ständigen Vertretung der DDR bei der UN-Wirtschaftskommission für Europa (ECE) in Genf. 1969 übernahm er die Leitung der Abteilung Internationale Organisationen im MfAA. Von 1970 bis 1972 studierte er am Institut für Internationale Beziehungen in Moskau. Von 1973 bis 1977 war er Gesandter und Stellvertreter des Leiters der Ständigen Vertretung der DDR bei der UNO in New York und von 1977 bis 1978 Leiter der Abteilung Internationale ökonomische Organisationen im MfAA. Von 1978 bis 1990 war er Stellvertreter des Ministers für Auswärtige Angelegenheiten der DDR. Von 1979 bis 1983 und von 1986 bis 1990 war Neugebauer zudem Präsident der UNESCO-Kommission der DDR.
Ende Oktober 1980 reiste Neugebauer als Sonderbotschafter Erich Honeckers nach Salisbury und vereinbarte mit Robert Mugabe die Herstellung diplomatischer Beziehungen zwischen Simbabwe und der DDR.
Als im Oktober 1990 die DDR-Mitgliedschaft in der UNO mit der Deutschen Wiedervereinigung  endete, stattete Neugebauer den Abschiedsbesuch bei UN-Generalsekretär Javier Pérez de Cuéllar ab. 
Neugebauer war Mitglied der SED. Er war Vorstandsmitglied des Verbandes für Internationale Politik und Völkerrecht e. V.
Neugebauer starb im Alter von 83 Jahren und wurde auf dem Karlshorster und Neuen Friedrichsfelder Friedhof in Berlin-Karlshorst beigesetzt.

## Auszeichnungen
- Vaterländischer Verdienstorden in Bronze (1974) und in Silber (1979)
- Orden „Stern der Völkerfreundschaft“ in Silber (1985)

## Schriften
- Konstruktive Politik der DDR zur Rüstungsgrenzung und Abrüstung – ein Beitrag für Frieden und Sicherheit. In: Militärwesen, Jg. 24 (1980), Heft 9, S. 3–10.
- Friedensfördernde Aktivitäten der DDR in der UNO. In: Deutsche Außenpolitik, Jg. 27 (1982), Heft 5, S. 5–11.
- Was bedeutet 20 Jahre deutsche Mitgliedschaft für die neuen Bundesländer?  In: Deutsche Gesellschaft für die Vereinten Nationen (Hrsg.): 20 Jahre deutsche Mitgliedschaft in den Vereinten Nationen auf dem Prüfstand. DGVN, Bonn 1994.
- UNESCO-Arbeit in der DDR 1955–1990. In: Klaus Hüfner, Wolfgang Reuther (Hrsg.): UNESCO-Handbuch. Kriftel, Neuwied / Luchterhand, Berlin 1996, S. 122–125.
- (zusammen mit Günter Schumann): Multilaterale Hilfe der DDR. In: Deutsche Gesellschaft für die Vereinten Nationen (Hrsg.): 25 Jahre deutsche Mitgliedschaft in den Vereinten Nationen. Der Beitrag zur multilateralen Entwicklungszusammenarbeit. DGVN, Bonn 1998.
- Zur Mitgliedschaft der DDR in der Organisation der Vereinten Nationen. In: Daniel Küchenmeister, Detlef Nakath, Gerd-Rüdiger Stephan (Hrsg.): Abgegrenzte Weltoffenheit. Zur Außen- und Deutschlandpolitik der DDR. Brandenburger Verein für Politische Bildung „Rosa Luxemburg“, Potsdam 1999, S. 69–92.
- DDR, UN-Politik. In: Helmut Volger (Hrsg.): Lexikon der Vereinten Nationen. Oldenbourg, München 2000, S. 46–52.
- Sternstunde der Diplomatie. Vor 30 Jahren: DDR und BRD werden UNO-Mitglieder. In: Neues Deutschland, 20./21. September 2003 (online).
- Die Vereinten Nationen und die beiden deutschen Staaten. In: Daniel Küchenmeister, Detlef Nakath, Gerd-Rüdiger Stephan (Hrsg.): Berlin und Bonn in New York. Die beiden deutschen Staaten in den Vereinten Nationen. Rosa-Luxemburg-Stiftung Brandenburg, Potsdam 2004, S. 35–54 (online).
- Zur Mitgliedschaft der beiden deutschen Staaten in der UNO. Verband für Internationale Politik und Völkerrecht e. V., Berlin 2006 (Schriften zur internationalen Politik, Band 8).